# Маурин Кирибати

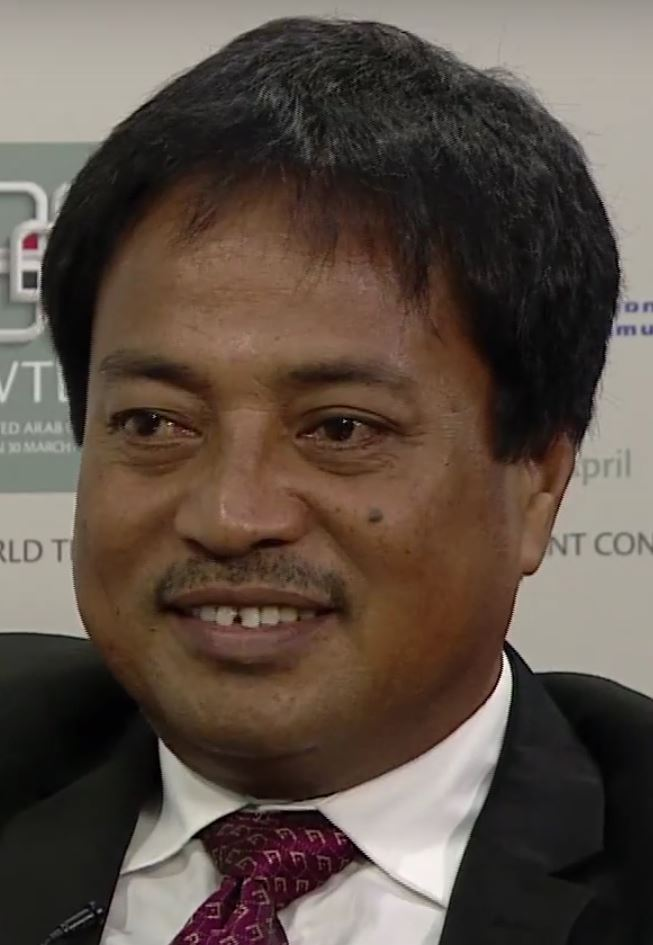
Лидер партии Римета Бениамина в 2014 году

Маурин Кирибати (англ. Maurin Kiribati Party) — ранее существовавшая политическая партия в Кирибати.

## История
На президентских выборах 4 июля 2003 года кандидат партии Бануэра Берина набрал 9,1 % голосов избирателей. С 2003 года партия часто входила в правящую коалицию с «Бутокаан Коауа». Её лидер Набути Мвемвеникарава был министром финансов и экономического развития.
На выборах 2007 года в парламент прошли пять членов партии, хотя официально они баллотировались как независимые кандидаты.
На президентских выборах 2007 года лидер партии Набути Мвемвеникарава занял второе место, набрав 33,4 % от общего числа голосов.
В 2011 году «Маурин Кирибати» получила 3 места на парламентских выборах.
На президентских выборах 2012 года кандидат от партии Римета Бениамина занял третье место с 22,8 % голосов. В том же году многие члены «Маурин Кирибати» вошли в состав нового кабинета.
29 января 2016 года «Маурин Кирибати» объединилась с Объединённой коалиционной партией Тебуроро Тито и образовала партию Тобваан Кирибати.